# Myra Hessová
Myra Hessová (25. února 1890 – 25. listopadu 1965) byla britská klasická pianistka.
Narodila se v Londýně jako Julia Myra Hess, své první jméno však pro umělecké účely nepoužívala. Klavír studovala na Royal Academy of Music pod vedením Tobiase Matthaye, debutovala roku 1907. Ve Spojených státech se proslavila na turné konaném roku 1922. Známá je rovněž jako organizátorka a častá účinkující koncertů, jež se během druhé světové války konaly v Londýně na povzbuzení morálky jeho obyvatel. Těžištěm jejího repertoáru byla díla Mozarta, Beethovena a Schumanna, její záběr však sahal od barokní tvorby až po díla jejích současníků.